# Offensive de la Matanikau
 (novembre 2014).
Pour un article plus général, voir Campagne de Guadalcanal.
Seconde Guerre mondiale
Batailles
Campagne de Guadalcanal

Terrestres : 
- Tulagi et Gavutu–Tanambog
- Tenaru
- Edson's Ridge
- Rivière Matanikau
- Henderson Field
- Offensive de la Matanikau
- Koli Point
- Carlson's patrol
- Monts Austen

Navales :
- Île de Savo
- Salomon orientales
- Cap Espérance
- Îles Santa Cruz
- Bataille navale de Guadalcanal
- Tassafaronga
- Ke
- Îles de Renell

L'offensive de la Matanikau, du 1er au 4 novembre 1942, parfois désignée sous l'appellation de quatrième bataille de la Matanikau, est une opération de combat entre des unités des Marines et de l'Armée impériale japonaise dans les environs de la rivière Matanikau et de la zone de Point Cruz area sur l'île de Guadalcanal au cours de la Bataille de Guadalcanal durant la Seconde Guerre mondiale. Cette opération fut l'une des dernières d'une série d'engagements entre les forces américaines et japonaises à proximité de la rivière Matanikau.
Lors de l'engagement, sept bataillons de Marines et de l'Armée de terre sous le commandement d'Alexandre Vandegrift et de Merritt A. Edson traversent la rivière Matanikau à la suite de leur victoire à la bataille d'Henderson Field et attaquent des unités de l'armée japonaise entre la rivière et le Point Cruz, sur la côte nord de Guadalcanal. La zone est défendue par le 4e régiment d'infanterie de l'armée japonaise sous le commandement de Nomasu Nakaguma ainsi que divers autres troupes de soutien, sous le commandement de Harukichi Hyakutake. Après avoir infligé de lourdes pertes aux défenseurs japonais, les forces américaines arrêtent l'offensive et se retirent temporairement en raison d'une menace perçue par les forces japonaises ailleurs dans la région de Guadalcanal.

## Contexte et objectifs de l'opération

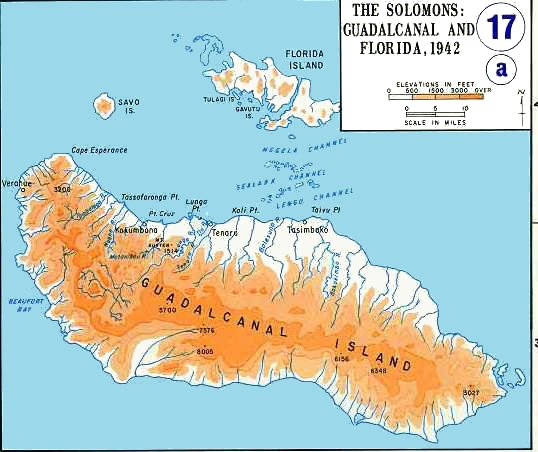
Carte de Guadalcanal et des îles environnantes. Matanikau/Point Cruz et Lunga Point sont situées au nord-ouest de l'île.

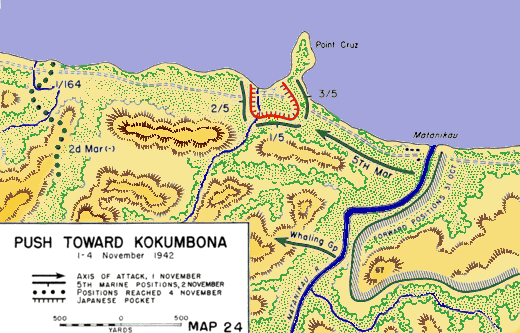
Mouvements des troupes américaines pendant l'offensive.

Afin d'exploiter la victoire de Henderson Field, Vandegrift envoya six bataillons de Marines, rejoints plus tard par un bataillon de l'U.S. Army, mener une offensive à l'ouest de la Matanikau. L'opération, dirigée par Merritt Edson, avait pour objectif de capturer la position de Kokumbona, quartier général de la 17e armée à l'ouest de Point Cruz. La défense de Point Cruz était à la charge du 4e régiment d'infanterie japonais, commandées par Nomasu Nakaguma. Ce régiment était sérieusement sous-dimensionné en raison d'importantes pertes dues aux combats, aux maladies tropicales et à la malnutrition.

## L'offensive (1er-4 novembre 1942)
L'offensive américaine débuta le 1er novembre 1942 et, après quelques difficultés, parvint à détruire dès le 3 novembre les forces japonaises défendant la position de Point Cruz, y compris les unités du deuxième échelon envoyées pour renforcer le régiment de Nakaguma. Cependant, au même moment, d'autres forces américaines découvrirent des troupes japonaises nouvellement débarquées à proximité de Koli Point à l'est du périmètre de Lunga, avec lesquelles elles engagèrent le combat.
Devant la nécessité de contrer cette nouvelle menace, Vandegrift arrêta provisoirement l'offensive de la Matanikau le 4 novembre, alors que les Américains étaient sur le point de percer les défenses japonaises et de prendre Kokumbona. L'offensive fit 71 tués du côté américain et 450 pour les Japonais.

## Décorations
Le Marine Anthony Casamento (en) reçu la Medal of Honor.